# شهرستان راچیبوش
شهرستان راچیبوش (لهستانی: Powiat Racibórz؛ ‏[raˈt͡ɕibuʂ]) یک شهرستان در لهستان است که در استان سیلسیان واقع شده‌است. شهرستان راچیبوش ۵۴۳٫۹۸ کیلومتر مربع مساحت و ۱۱۱٬۵۰۵ نفر جمعیت دارد.